# Kenzo Yokoyama
Kenzo Yokoyama (n. 21 ianuarie 1943, Urawa⁠(d), Prefectura Saitama, Japonia) este un fost fotbalist japonez.

## Statistici
| Japonia | Japonia | Japonia |
| An      | Meciuri | Goluri  |
| ------- | ------- | ------- |
| 1964    | 1       | 0       |
| 1965    | 4       | 0       |
| 1966    | 6       | 0       |
| 1967    | 5       | 0       |
| 1968    | 3       | 0       |
| 1969    | 3       | 0       |
| 1970    | 12      | 0       |
| 1971    | 6       | 0       |
| 1972    | 3       | 0       |
| 1973    | 2       | 0       |
| 1974    | 4       | 0       |
| Total   | 49      | 0       |